# 아쿠타이
아쿠타이(몽골어: ᠠᠬᠤᠲᠠᠢ Aqutai, 한국 한자: 阿忽台 아홀태, ? ~ 1307년)은 원나라의 좌승상(左丞相)을 지낸 정치인이다. 원 성종(成宗) 사후의 황위 계승 분쟁에서 불루간(卜魯罕) 파(派) 일당으로 참패한 후 처형당했다.

## 가족 관계
- 김순 - 사돈